# Malo Selo (Glamoč)
Pour les articles homonymes, voir Malo Selo.
Malo Selo (en serbe cyrillique : Мало Село) est un village de Bosnie-Herzégovine. Il est situé dans la municipalité de Glamoč, dans le canton 10 et dans la fédération de Bosnie-et-Herzégovine. Selon les premiers résultats du recensement bosnien de 2013, il compte 24 habitants.

## Démographie

### Évolution historique de la population
| 1948 | 1953 | 1961 | 1971 | 1981 | 1991 | 2013 |
| ---- | ---- | ---- | ---- | ---- | ---- | ---- |
| -    | -    | 111  | 82   | 68   | 57   | 24   |

|  |